# Indosylvirana
Genre
Indosylvirana est un genre d'amphibiens de la famille des Ranidaecomme sa cousine la grenouille 

## Répartition
Les treize espèces de ce genre se rencontrent en Asie du Sud et en Asie du Sud-Est.

## Liste des espèces
Selon Amphibian Species of the World (3 juillet 2015) :
- Indosylvirana aurantiaca (Boulenger, 1904)
- Indosylvirana caesari (Biju, Mahony, Wijayathilaka, Seneviranthne & Meegaskumbura, 2014)
- Indosylvirana doni (Biju, Garg, Mahony, Wijayathilaka, Seneviranthne & Meegaskumbura, 2014)
- Indosylvirana flavescens (Jerdon 1853)
- Indosylvirana indica (Biju, Garg, Mahony, Wijayathilaka, Seneviranthne & Meegaskumbura, 2014)
- Indosylvirana intermedia (Rao, 1937)
- Indosylvirana magna (Biju, Garg, Mahony, Wijayathilaka, Seneviranthne & Meegaskumbura, 2014)
- Indosylvirana milleti (Smith, 1921)
- Indosylvirana montana (Rao, 1922)
- Indosylvirana serendipi (Biju, Garg, Mahony, Wijayathilaka, Seneviranthne & Meegaskumbura, 2014)
- Indosylvirana sreeni (Biju, Garg, Mahony, Wijayathilaka, Seneviranthne & Meegaskumbura, 2014)
- Indosylvirana temporalis (Günther, 1864)
- Indosylvirana urbis (Biju, Garg, Mahony, Wijayathilaka, Senevirathne & Meggaskumbara, 2014)

## Publication originale
- Oliver, Prendini, Kraus & Raxworthy, 2015 : Systematics and biogeography of the Hylarana frog (Anura: Ranidae) radiation across tropical Australasia, Southeast Asia, and Africa. Molecular Phylogenetics and Evolution, vol. 90, p. 176–192.